# Sonates pour flûte (Bach)

Les sonates pour flûte ont été écrites entre 1724 et 1741 quand Jean-Sébastien Bach était le Kantor de Leipzig. Elles ne forment pas un corpus homogène comme les suites, sonates pour clavier et violon, viole de gambe, violon ou violoncelle seul, et correspondent à une période créatrice différente, sans la volonté du compositeur de les rassembler. C'est l'édition du XIXe siècle qui les a présentées ensemble. 
Conçues pour la flûte traversière, elles sont néanmoins jouées aussi à la flûte douce. Le continuo, s'il est présent, est généralement constitué d'un clavecin et d'une basse, violoncelle ou viole de gambe.
Bien que le catalogue BWV recense six sonates de Jean-Sébastien Bach pour flûte, deux sont attribuées de nos jours à Carl Philipp Emanuel Bach.

## Sonates pour flûte
- BWV 1030 - Sonate pour flûte et clavecin en si mineur
- BWV 1032 - Sonate pour flûte et clavecin en la majeur. Incomplète : le manuscrit du premier mouvement est amputé d'une quarantaine de mesures.
- BWV 1034 - Sonate pour flûte et continuo en mi mineur
- BWV 1035 - Sonate pour flûte et continuo en mi majeur

## Sonates attribuées à Carl Philipp Emanuel Bach
- BWV 1031 - Sonate pour flûte et clavecin en mi bémol majeur (peut-être composée, au moins en partie, par Carl Philipp Emanuel Bach)
- BWV 1033 - Sonate pour flûte et continuo en do majeur  (peut-être composée, au moins en partie, par Carl Philipp Emanuel Bach)